# Psychoda dissidens
Psychoda dissidens är en tvåvingeart som beskrevs av Quate 1967. Psychoda dissidens ingår i släktet Psychoda och familjen fjärilsmyggor. Inga underarter finns listade i Catalogue of Life.